# Coquilles (Angel)
Coquilles est le 16e épisode de la saison 5 de la série télévisée Angel.

## Synopsis
Illyria a désormais pris possession du corps de Fred et, apprenant par Wesley que les humains dominent désormais le monde, décide de retrouver son ancien pouvoir. Angel et Spike sont de retour d'Angleterre et n'ont pas abandonné tout espoir de chasser Illyria du corps de Fred alors que Gunn apprend au groupe le rôle que Knox a joué dans l'affaire, tout en passant sous silence son propre rôle involontaire. Illyria délivre Knox en faisant la démonstration de sa force et de son pouvoir sur le temps et tous deux partent de chez Wolfram & Hart. Gunn va confronter le Dr Sparrow, qu'il sait également impliqué, mais celui-ci lui confirme que l'âme de Fred a été totalement détruite et qu'il n y a plus rien à faire pour elle. Wesley surprend leur conversation, découvrant ainsi que Gunn est partiellement responsable de la mort de Fred, et, incapable de lui pardonner, il le poignarde à l'abdomen. 
La blessure de Gunn n'est néanmoins pas mortelle et Spike, en interrogeant de façon musclée le Dr Sparrow, apprend la localisation du temple d'Illyria. Angel, Spike et Wesley s'y rendent et arrivent au moment où Illyria et Knox sont sur le point d'ouvrir le portail qui doit la mener à son temple où son armée est censée l'attendre. Wesley tue Knox d'un coup de pistolet mais Illyria bat facilement les deux vampires et ouvre le portail alors que Wesley s'y engouffre à sa suite. Illyria découvre alors que son temple est détruit et son armée morte depuis longtemps, et elle se rend compte que le temps de son règne est révolu. De retour à Los Angeles, Spike décide d'intégrer définitivement l'équipe d'Angel en hommage à Fred alors qu'Illyria demande à Wesley de l'aider à comprendre ce monde et à vivre dedans. Wesley accepte à condition qu'elle arrête de tuer des gens mais aussi parce qu'Illyria lui rappelle toujours Fred et qu'elle abrite une partie de ses souvenirs.